# Filip Maciejuk
Filip Maciejuk (Puławy, 3 de septiembre de 1999) es un ciclista polaco miembro del equipo Red Bull-BORA-hansgrohe.

## Trayectoria
En 2016 conseguiría proclamarse campeón de Polonia júnior en la prueba contrarreloj. Repetiría triunfo en 2017 en la misma prueba. En 2017 se llevaría también "La Coupe du President de la Ville de Grudziadz", prueba del circuito continental. Ese mismo año también se llevaría el bronce en la prueba contrarreloj juniors en el Campeonato Mundial de Ciclismo en Ruta de 2017 de Bergen.

## Palmarés
2016
- Campeonato de Polonia Júnior Contrarreloj  [1]

2017
- La Coupe du President de la Ville de Grudziadz
- Campeonato de Polonia Júnior Contrarreloj  [2]
- 3.º en el Campeonato Mundial Contrarreloj Júnior

2018
- Carpathian Couriers Race
- 1 etapa del Szlakiem Walk Majora Hubala

2021
- 2.º en el Campeonato de Polonia Contrarreloj
- L'Étoile d'Or, más 1 etapa
- Carpathian Couriers Race, más 1 etapa

2023
- 2.º en el Campeonato de Polonia en Ruta

2024
- Campeonato de Polonia Contrarreloj

2025
- Campeonato de Polonia Contrarreloj